# Giovanni Buttarelli
Giovanni Buttarelli (né à Frascati le 24 juin 1957 et mort à Milan le 20 août 2019) est un fonctionnaire italien qui occupait le poste de contrôleur européen de la protection des données (CEPD).
Le 4 décembre 2014, il a été nommé par décision conjointe du Parlement européen et du Conseil. Il a un mandat de cinq ans à ce poste. Auparavant, il était assistant du CEPD  de janvier 2009 à décembre 2014. Il était également membre de la magistrature italienne avec le rang de juge à la Cour de cassation.
Avant de rejoindre le CEPD, Giovanni Buttarelli a exercé de 1997 à 2009 les fonctions de secrétaire général  de la commission italienne chargée de la protection des données.

## Biographie
Giovanni Buttarelli est né en 1957 à Frascati, une petite ville proche de Rome. En 1984 il a obtenu son diplôme « cum laude » à l'université de Rome « La Sapienza » où il a également travaillé comme assistant d'enseignement à la Faculté de droit avec le professeur Franco Cordero sur la procédure pénale jusqu'en 1990. Il a été nommé professeur à la faculté de droit de l'université Lumsa de Rome en 2005, où il a donné des conférences sur la protection des données à caractère personnel et Libertés fondamentales en Italie et en Europe. En 1989, il a été nommé juge au tribunal d'Avezzano.
Giovanni Buttarelli est mort à Milan à l'hôpital San Raffaele  le 20 août 2019 à l'âge de 62 ans,.